# Who's That Chick?
Who's That Chick? je píseň francouzského elektro housového Dje Davida Guetty. Píseň pochází z jeho reedice jeho čtvrtého alba One More Love. Produkce se ujal sám David Guetta. S touto písní mu vypomohla americká popová zpěvačka Rihanna.

## Hitparáda
| Země           | Umístění |
| -------------- | -------- |
| Austrálie      | 7        |
| Česko          | 11       |
| Kanada         | 26       |
| Nový Zéland    | 8        |
| Maďarsko       | 18       |
| Velká Británie | 6        |
| USA            | 51       |
| Slovensko      | 1        |
| Německo        | 6        |